# سیارک ۸۸۳۲
سیارک ۸۸۳۲ (به انگلیسی: 8832 Altenrath، نامگذاری:1989EC3) هشت هزار و هشتصد و سی و دومین سیارک کشف شده‌است که در ۲ مارس ۱۹۸۹ کشف شد.
قدر مطلق سیارک برابر ۱۴٫۰۰ است.